# Ale (ölsort)

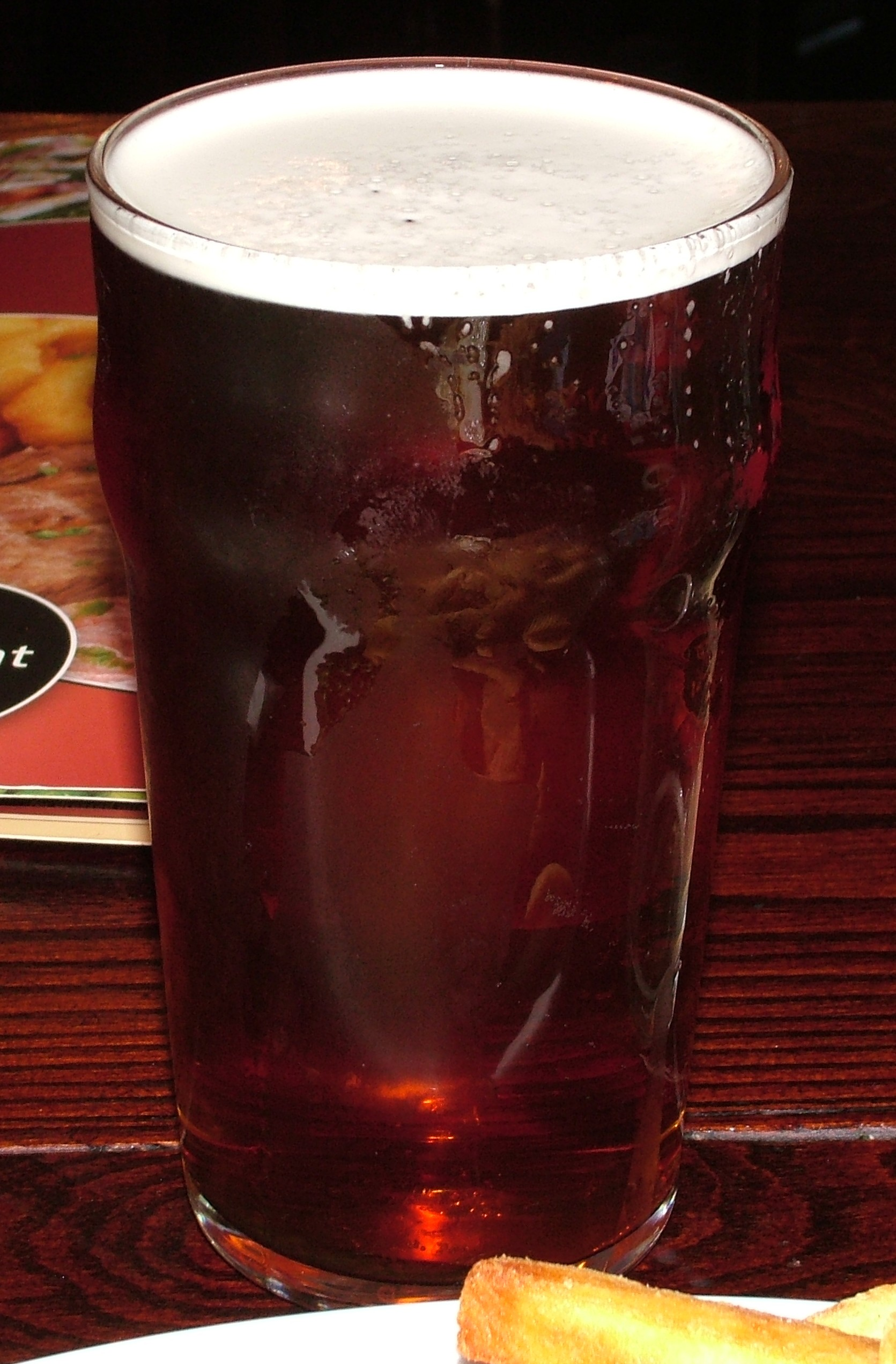
Engelsk bitter ale.

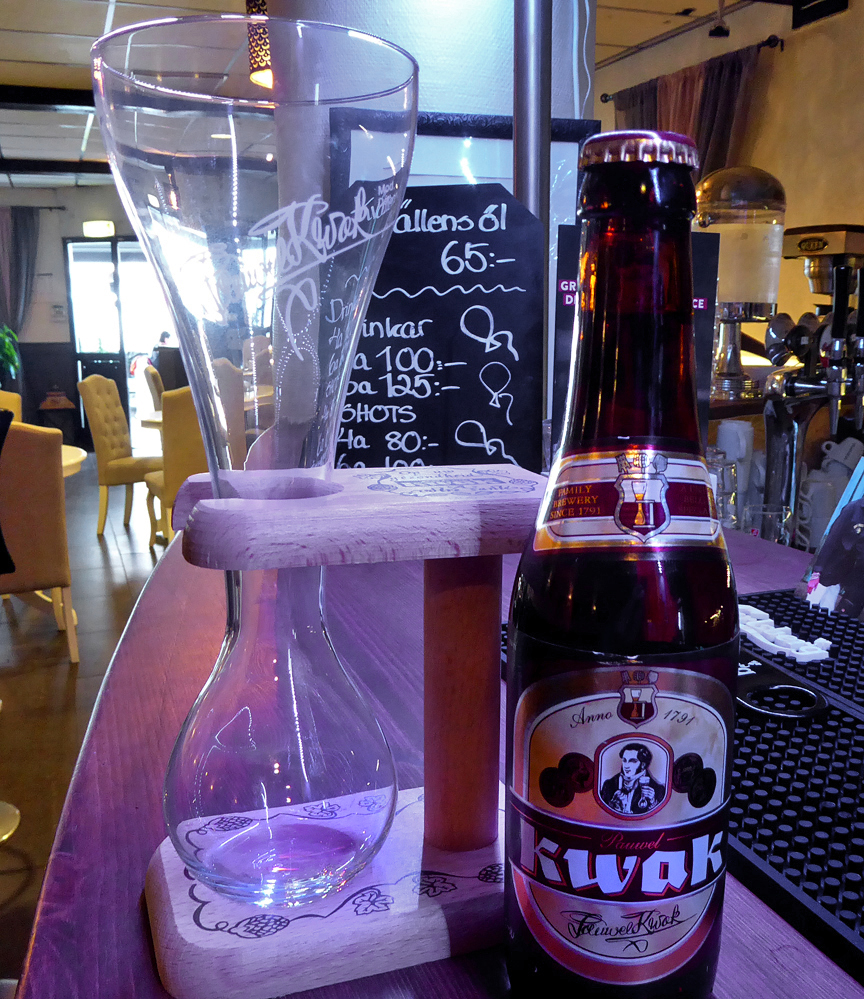
Det Belgiska ölet Kwak är en ale som helst ska drickas ur ett speciellt glas.

Ale är ett modernt samlingsnamn på överjäst öl. (Ordet uttalas även i svenskan på engelskt vis: "ejl".)

## Namnet
Orden 'ale och 'öl' är etymologiskt besläktade, och kommer från den gemensamma germanska roten 'aluth'. Den går i sin tur tillbaka till en indoeuropeisk rot, möjligen med betydelsen "bitter", och möjligen i formen 'h₂elud', och är då besläktad med latinets 'alumen', "alun".

## Tillverkningsmetod
Metoden att tillverka ale är äldre än metoden att tillverka lageröl. Vörten jäses under högre temperatur, vilket ger ölet en mer komplex smak. Ett tjockt jässkum bildas överst på jäskaret vilket gett upphov till begreppet överjäst. Malt av korn är det vanligaste men såväl vete som råg och havre används, ibland även omältat. Gamla svenska öltyper som svensköl och svagdricka var överjästa. Dagens svagdricka är i allmänhet ett sötat mörkt underjäst öl.

## Nya alesorter
När lagerölen slog igenom under mitten och slutet av 1800-talet skedde det på de överjästa ölsorternas bekostnad och typen dog mer eller mindre ut överallt utom i Storbritannien. I samband med det ökande intresset för öl under de senaste 20 åren har allt fler traditionella och nya ale-sorter kommit på marknaden. Bland dessa öl finns en mycket stor variation av sorter. Exempel: Pale Ale är den klassiska engelska typen, ljust bärnstensfärgad med stort skum och toner av frukt och bitterhumle. Porter och stout är helt svarta öl med stor fyllig smak (från torra till mycket söta), ofta med rostade toner av nötter, kaffe och choklad. De sydtyska veteölen är allt från helt vita till brunsvarta, syrliga och törstsläckande. I Belgien är man mest experimentell, och många tillverkningsmetoder, ingredienser och kryddningar förekommer.

## Exempel på ale
- Kwak
- Altbier
- Brown Ale
- Barley wine
- Engelsk bitter
- India Pale Ale
- Kölsch
- Newcastle Brown Ale
- Pale Ale
- Porter
- Real ale
- Stout
- Trappistöl
- Ginger ale